# Electro minimal
Minimal electro también llamado flexipop es un subgénero musical de música electrónica. Este género aparece en los años 80 como una vertiente del electro basada en composiciones especialmente minimalistas y animadas. Esta fusión queda influenciada por otros géneros como el electropunk, el electro wave, el electro pop o el avantgarde.
Su capacidad para el baile, y el uso de samples vocales filtradas o modificadas, así como de sonidos    recargados de efectos, minimalistas, experimentales y eclécticos formando una melodía progresiva ha influenciado en gran medida a la electronic body music, al electroclash y ha aparecido como una opción musical dentro de los distintos subgéneros de música electro en las pistas de baile y en los recopilatorios.
- Datos: Q181999